# Express AM44
Express AM44 (russisch Экспресс-AM44, auch als Ekspress-AM44 transkribiert) ist ein Kommunikationssatellit der Russian Satellite Communications Company mit Sitz in Moskau. Er ist der dreizehnte Satellit der Express-Serie.

## Technische Daten
Express AM44 ist nahezu baugleich zu seinem Schwestersatelliten Express AM33, welcher ein Jahr früher gestartet wurde. Express AM44 wurde von NPO Prikladnoj Mechaniki (heute ISS Reschetnjow) mit elektronischer Ausrüstung von Alcatel Alenia Space gebaut und war für Aufgaben wie das digitale Fernsehen, Telefonverbindungen, Videoverbindungen, Internet und Aufbau von VSAT-Netzen vorgesehen. Die mobile Kommunikation des russischen Präsidenten und der Regierung, sowie Kunden in Sibirien, im Fernen Osten und im Asiatisch-Pazifischen Raum sollten bedient werden. Dazu trug der Satellit zehn C-Band-, 16 Ku-Band- und einen L-Band-Transponder mit zwei festen (C und Ku) und zwei steuerbaren Antennen (Ku).

## Missionsverlauf
Der Satellit wurde am 11. Februar 2009 vom Kosmodrom Baikonur mit einer Proton-M-Rakete gestartet. Deren Bris-M-Oberstufe trennte sich um 03:12 Uhr Moskauer Ortszeit von der dritten Raketenstufe. Nach Ende der letzten Brennphase wurde Express AM44 um 12:15:30 Uhr von der Oberstufe in einen geostationären Transferorbit ausgesetzt. Der mit derselben Rakete gestartete Satellit Express MD1 folgte um 12:29:40 Uhr Moskauer Zeit. Von dort aus erreichte der Satellit seinen Zielorbit durch Zünden seines Bordmotors.
Express AM44 nahm im April 2009 seinen Betrieb bei der geostationären Position 11° West auf.
Im Jahr 2026 soll der Nachfolgesatellit Express AMU4 gestartet werden und dann Express AM44 ablösen, da dessen erwartete Lebensdauer bereits überschritten wurde.